# Helenos
Helenos (řecky Έλενος, latinsky Helenus) je v řecké mytologii syn trójského krále Priama a jeho manželky Hekabé.
Měl věštecký dar a byl to on, kdo varoval svého bratra Parida, aby neplul do Sparty. Tato cesta se poté stala příčinou trójské války.
Helenos se zúčastnil bojů o Tróju, pod velením svého bratra Hektora, vrchního velitele Trójanů, se ukázal být statečným bojovníkem a také velitelovým rádcem.
Přežil pád Tróje a byl odveden Achilleovým synem Neoptolemem do otroctví i s Andromachou, vdovou po Hektorovi.
Když byli později oba propuštěni, stali se manželi. Zůstali na západním pobřeží Épeiru a tam vybudovali město, připomínající jim rodnou Tróju.
V mýtech se vyskytuje také jiný Helenos. Byl to Achájec, bojoval v trójské válce. Byl synem Oinopovým a padl v boji s Hektorem, synem krále Priama.